# ポール・ハム
ポール・エルバート・ハム (Paul Elbert Hamm、1982年9月24日-) はアメリカ、ウィスコンシン州ウォッシュバーン出身の男子体操競技選手である。一卵性双生児の兄はモーガン・ハム。現在はオハイオ州立大学にてアシスタントコーチを務めている。

## プロフィール
2000年シドニーオリンピックに17歳で双子の兄モーガンとともに出場、団体総合5位となった。以後アメリカチームの中心選手として活躍する。
2002年と2003年の全米選手権でそれぞれ金3個を含む5個のメダルを獲得。2003年の世界体操選手権で個人総合と床の2冠に輝いた。個人総合優勝は、アメリカ男子史上初である。2度目の出場となったアテネオリンピックでは金メダル1個、銀メダル2個を獲得した。この大会では、個人総合および種目別鉄棒で採点トラブルに巻き込まれた。（詳細は「2004年アテネオリンピックの体操競技」および「10点満点」を参照）
オリンピック後兄モーガンとともにオハイオ州立大学での学業を優先するため競技生活を休止していたが、2007年2月から現役へ復帰 し、全米選手権の種目別床で優勝、3度目のオリンピックを目指した。
2008年はパシフィックリム選手権、アメリカンカップ、ウインターカップチャレンジと順調に優勝を重ねて実力を示したが、5月22日に全米選手権で右手第四中手骨を骨折、手術を受け、7月3日まで復帰できなかった。それまでの実績からオリンピック代表候補に選ばれていたが、7月19日の競技会では痛みのために試技内容を変更せざるを得なかった。
7月28日、ポールは右手の痛みをかばって左肩まで痛めたことから代表を辞退し現役引退することを発表、代わりにラズ・バブサが選ばれた。
2010年7月ロンドンオリンピックを目指し現役復帰することを発表 したが選考会には出場せず再び引退を発表した。
2011年9月3日にタクシー運賃23USドルをめぐり運転手に暴行を加えた容疑で逮捕されている。

## 主な成績
- 2000年シドニーオリンピック団体総合5位、個人総合14位
- 2001年世界体操選手権個人総合7位
- 2002年全米選手権個人総合優勝、種目別あん馬優勝、跳馬優勝、床2位、平行棒3位、つり輪6位
- 2002年世界体操選手権種目別床3位、鉄棒7位、あん馬8位
- 2003年全米選手権個人総合優勝、種目別あん馬優勝、鉄棒優勝、床2位、平行棒2位
- 2003年アナハイム世界体操選手権団体総合2位、個人総合優勝、種目別床優勝
- 2004年全米選手権個人総合優勝、種目別床優勝、鉄棒優勝、あん馬2位、平行棒2位
- 2004年アテネオリンピック団体総合銀メダル、個人総合金メダル、種目別鉄棒銀メダル、床5位、あん馬6位、平行棒7位
- 2004年全米体育協会によるジェームスサリバン賞を受賞。
- 2007年全米選手権種目別床優勝、あん馬4位